# Le Beausset
Le Beausset ist eine französische Gemeinde mit 10.098 Einwohnern (Stand 1. Januar 2022) im Département Var in der Region Provence-Alpes-Côte d’Azur.

## Geographie
Le Beausset liegt etwa zehn Kilometer nordwestlich von Toulon in einer von Weinbergen und Pinienwäldern geprägten Talsohle im Süden des Massif de la Sainte-Baume. Das aus der Kreidezeit stammende Gestein ist reich an Fossilien. Teile des Gemeindegebietes gehören zum Regionalen Naturpark Sainte-Baume.

## Geschichte
Im 12. Jahrhundert finden sich erste Belege für den damals Balcetum und Baucetum genannten Ort. Die Etymologie des Namens ist unklar und kann sowohl provenzalischen als auch lateinischen Ursprungs sein. Bis der Ort zum Beginn des 19. Jahrhunderts gegen den Willen des damaligen Bürgermeisters aus nicht weiter geklärten Gründen seinen heutigen Namen erhielt, hieß er Le Bausset.
Le Beausset war ein Lehen der Familie Baux und später der Vicomtes und der Bischöfe von Marseille.
Das alte Dorf (Beausset-Vieux), das um eine Befestigungsanlage errichtet wurde, die vom Mittelalter bis zu den Hugenottenkriegen zum Schauplatz zahlreicher kriegerischer Auseinandersetzungen war, wurde 1506 von seinen Bewohnern verlassen, die in die unterhalb gelegene Ebene zogen. Im Jahr 1615 bat die Bevölkerung Kardinal Richelieu um die Zerstörung des Châteaus.
Das Bataillon der Bürgermiliz aus Le Beausset nahm aktiv an der Französischen Revolution teil, als sich 1793 die Armee Napoleon Bonapartes während der Belagerung und Rückeroberung Toulons dort aufhielt.
Im Zweiten Weltkrieg befand sich Frankreich unter deutscher Besatzung. Der Ort wurde im August 1944 von französischen Truppen unter General de Montsabert befreit.

## Persönlichkeiten
- Jean-Étienne-Marie Portalis (* 1746; † 1807), Staatsmann, Rechtsgelehrter und Rechtsphilosoph
- Yannick Dalmas (* 1961), Rennfahrer

## Wirtschaft
Neben dem Anbau von Wein, Oliven und Obst ist die Geflügelzucht ein wichtiger Faktor der regionalen Landwirtschaft.
Die Weine werden in Le Beausset sowohl von unabhängigen Weingütern als auch von einer Winzergenossenschaft produziert und zählen teilweise zu den AOCs Côtes de Provence und Bandol.
Im südlich von Le Beausset im Val d’Aren (Sandtal) gelegenen Steinbruch, der sich mehrere Kilometer über das Gebiet der drei Gemeinden Le Castellet, Le Beausset und Évenos erstreckt, wird Sand gewonnen.